# Görlitz
Görlitz (Pools: Zgorzelec) is een stad in de Duitse deelstaat Saksen. Het is de Kreisstadt van het Landkreis Görlitz en ligt in de historische regio Lausitz (Opper-Lausitz). De stad telt  56.068 inwoners.
Görlitz is een gedeelde stad. Hij ligt aan de rivier de Neisse, die de grens met Polen vormt. Aan de overzijde ligt het Poolse Zgorzelec dat tot 1945 het oostelijke stadsdeel van Görlitz was. De beide steden zijn in 1991 een samenwerkingsverband aangegaan als Europastad Görlitz- Zgorzelec. De twee steden tellen gezamenlijk zo'n 92.000 inwoners.
Görlitz is de zetel van een bisdom, zowel van de katholieke als van de lutherse Kerk. De stad maakte deel uit van de Zesstedenbond van de Opper-Lausitz. Deze zesstedenbond bestond uit de steden Löbau, Bautzen, Zittau, Kamenz en het latere Luban (Duits: Lauban). Daarnaast lag de stad aan de handelsroute Via Regia

## Geschiedenis

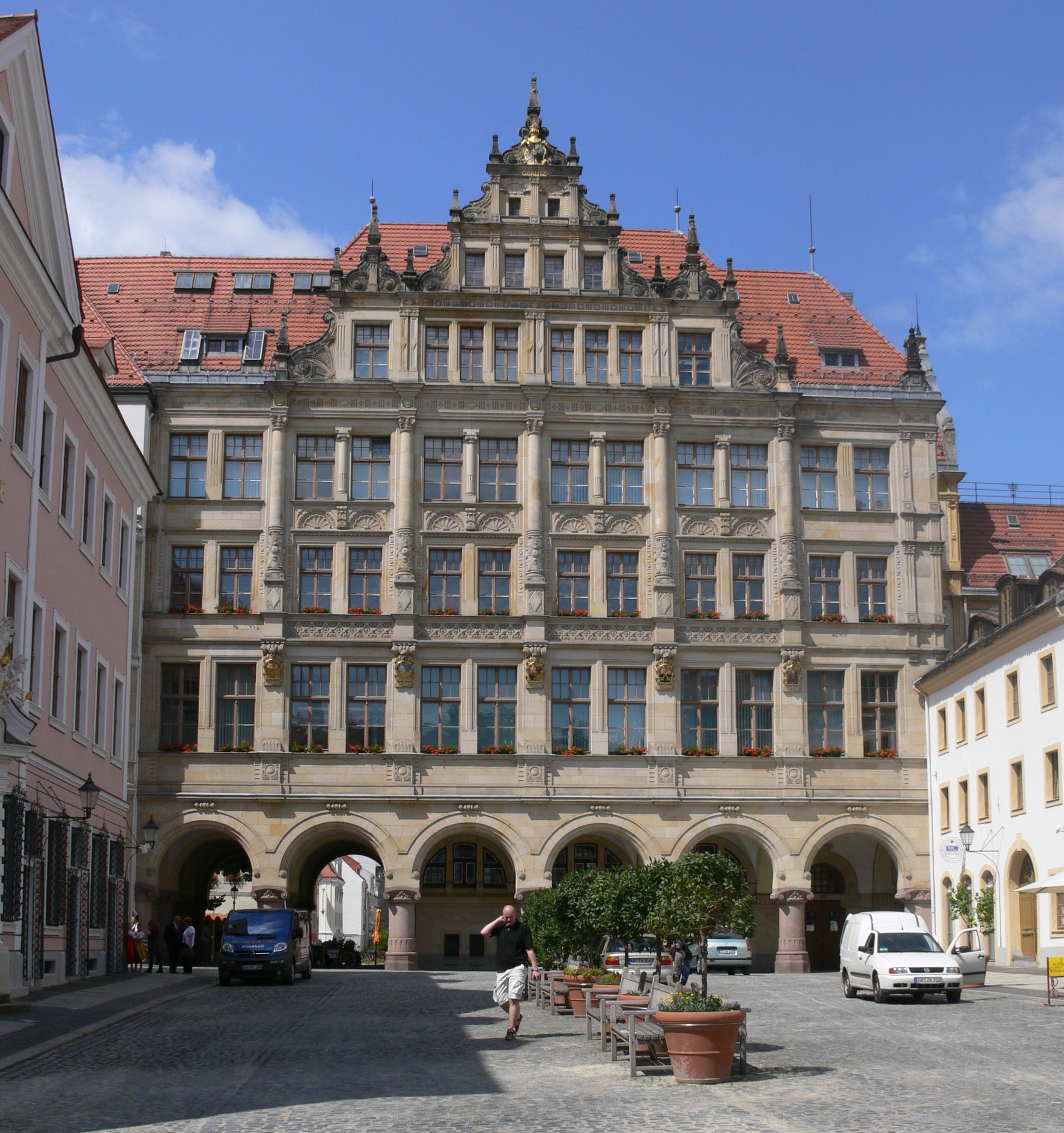
Nieuwe stadhuis in het centrum van Görlitz

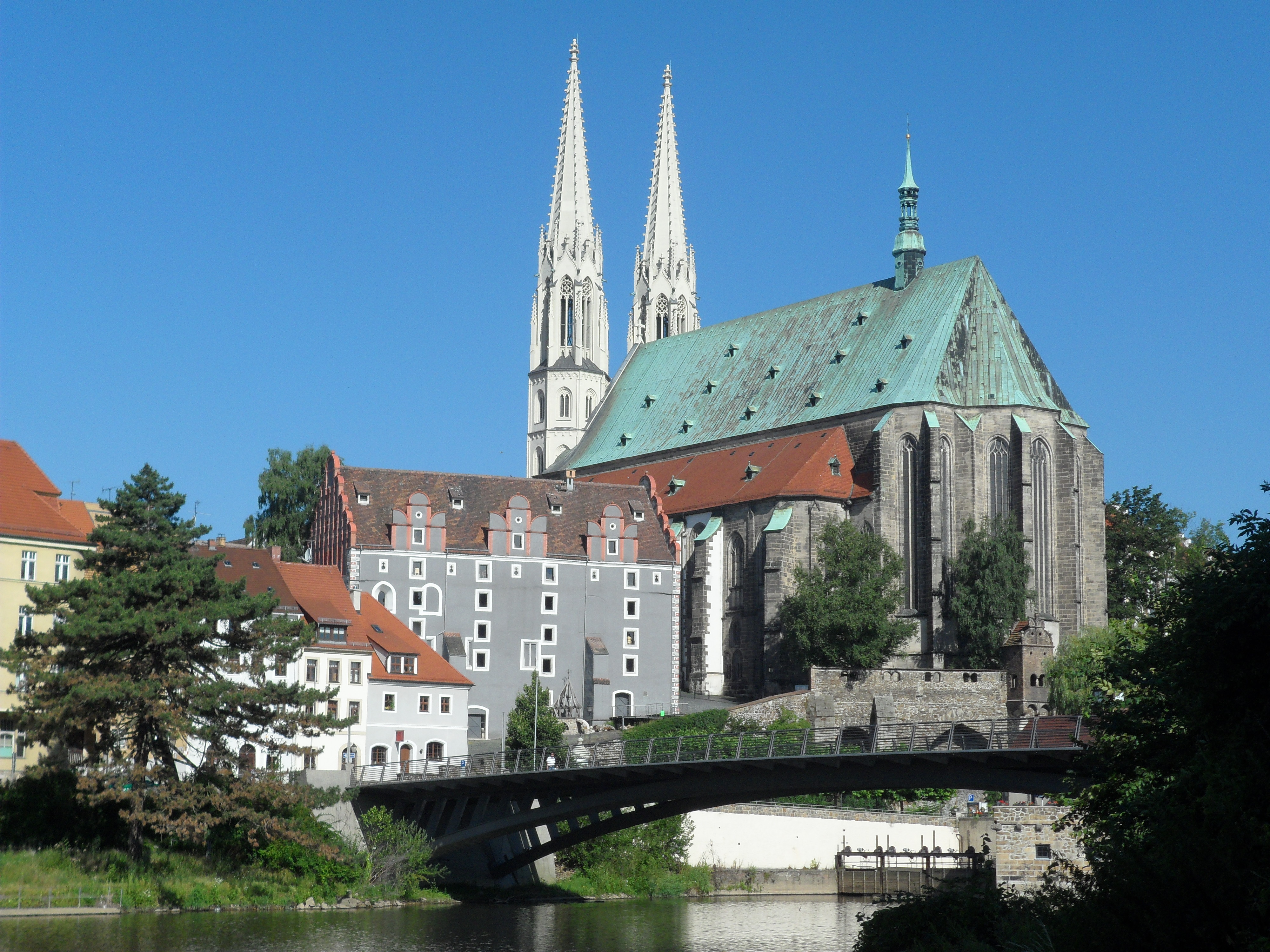
Petrus en Pauluskerk

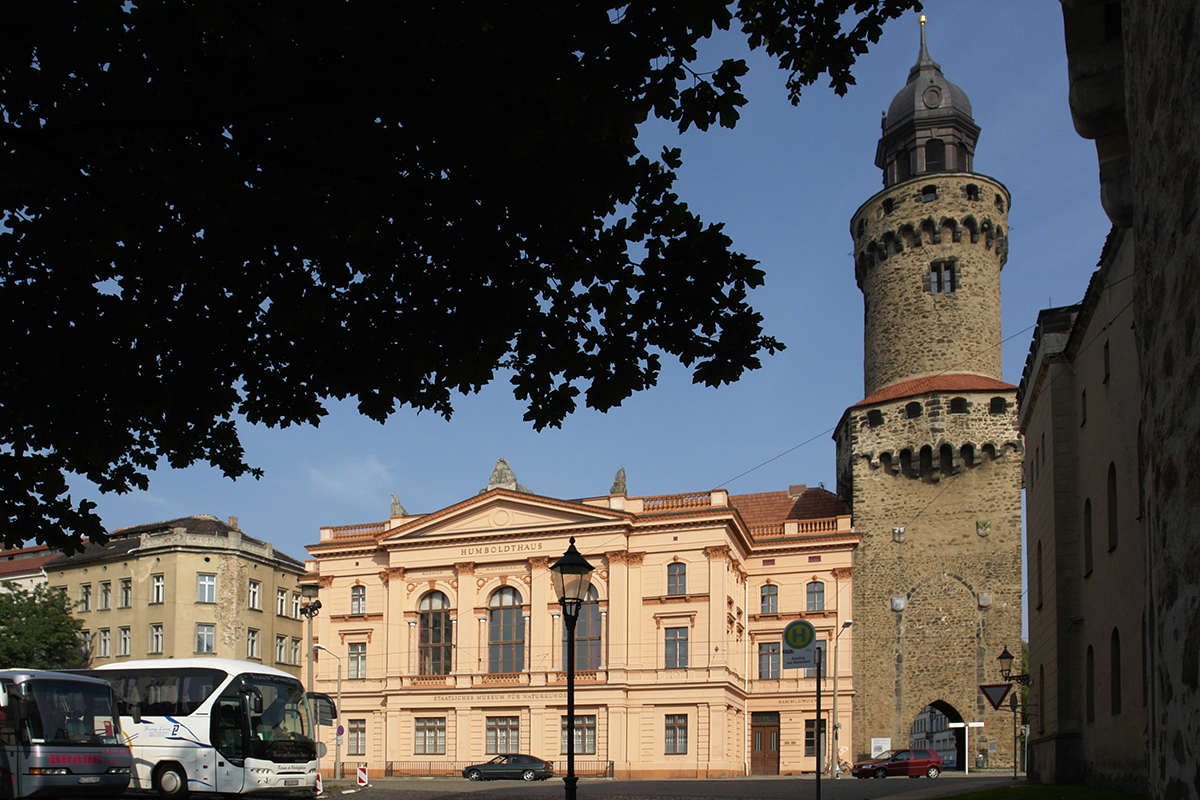
Reichenbacher Turm (een van de middeleeuwse torens)

Görlítz was al in het derde millennium voor Christus bewoond, maar pas kort voor het begin van de jaartelling worden de bewoners met stamnamen aangeduid: Asdingen en Silingen, Germaanse stammen die Silezië bewoonden en zich in de 2e eeuw verbonden met het Romeinse Rijk. Zij verlieten in de stroom van de Grote Volksverhuizing rond 400 hun woongebied om met de naburige Sueben naar noordwestelijk Spanje te trekken. Rond 700 zijn er vanuit het oosten Slavische stammen voor hen in de plaats gekomen. Door de Duitse keizers ingezette markgraven pacificeerden het gebied met wisselend succes tussen 960 en 990. De hertogen, later koningen van Bohemen oefenden het gezag uit en werden vanaf 1089 beleend met de Oberlausitz, zij richtten een burcht 'Yzcorelik' op en koning Jan van Bohemen en keizer Karel IV stichtten daarbij in 1238 een stad met stapelrechten en een munt. De stad groeide uit tot de grootste en rijkste in de Oberlausitz en sloot in 1346 een verbond met Bautzen, Kamenz, Lauban, Löbau en Zittau in de 'Oberlausitzer Sechsstädtebund'. Een joodse gemeente ontwikkelde zich al vroeg, maar in 1389 werden de joden uitgewezen. Rond 1500 telde Görlitz 8.000 inwoners en daarmee was het een van de grootste steden in dit deel van het Duitse Rijk.
In 1521 vond de lutherse hervorming ingang, maar pas in 1539 werden de kerken aan de luthersen toegewezen. De Duitse keizer dwong de stad troepen te leveren voor zijn strijd tegen de lutheranen, maar de stadstroepen verzaakten op het slagveld en de stad werd daarvoor gestraft met onteigeningen en de aanstelling van een landsheer boven de stadsraad. Toen de hervormingsgezindheid zich in 1636 weer manifesteerde, stelde de keizer de stad onder de keurvorsten van Saksen. Görlitz werd in de Dertigjarige Oorlog door de Zweden bezet en vervolgens met succes door de keizerlijke troepen belegerd en daarbij gedeeltelijk verwoest. Inmiddels was de bloei van de stad al lang tot staan gekomen. In de napoleontische tijd ging de bloei nog verder terug door de inkwartiering van uit Rusland terugkomende Franse troepen en door, uit hun aanwezigheid voortvloeiende, epidemieën. Na de oorlog werd de stad van Saksen afgescheiden en aan Pruisen toegewezen, als straf voor de collaboratie van Saksen met de Fransen. In deze tijd had de stad nog steeds niet meer dan 8.000 inwoners. Dat zou veranderen na de aanleg, in 1847, van spoorverbindingen met Dresden, Breslau en Berlijn. Industrieën vestigden zich en trokken nieuwe bewoners aan, waarvan na 1870 gebouwde Gründerzeit-woonwijken getuigen. In 1850 had de bevolking zich al verdubbeld, en nogmaals in 1870 en opnieuw voor 1910, tot 86.000. Daarna vertraagde de groei tot 96.000 vlak voor de Tweede Wereldoorlog.
In maart, kort na de doortocht van het Sovjet-leger, dat overigens de stad niet verwoestte, stonden Poolse milities aan de Oder om de massale afvoer van Duitsers uit het oosten te regelen en de nieuwe grens te bemannen. Het beoosten de rivier gelegen stadsdeel heet sindsdien Zgorzelec. Tussen 1815 en 1945 lag Görlitz op Duits grondgebied in Silezië (Duits: Schlesien). Toen na de ondergang van nazi-Duitsland de Duitse gebiedsdelen ten Oosten van de rivieren Oder en Neisse aan Polen toevielen, kwam ook het oostelijke stadsdeel onder Pools beheer en werd het getooid met de naam Zgorzelec. De Duitse bevolking werd vrijwel geheel uit het oostelijke stadsdeel verdreven naar de westoever van de rivier de Neisse. Zgorzelec werd een van de westelijke grenssteden van het naoorlogse Polen waarmee Zgorzelec en Görlitz twee gescheiden plaatsen in twee aangrenzende landen werden. Na de val van de Muur in 1989 en de hieropvolgende normalisering tussen Duitsland en Polen, zijn er in de stad drie grensovergangen geopend: de Stadsbrug voor auto's, vrachtauto's en voetgangers en de Oudestadsbrug voor voetgangers en fietsers, ook is er per spoor een grensovergang en iets ten zuiden aan de snelweg Autostrada 4.
De DDR en de Volksrepubliek Polen ondertekenden in 1950 het 'Verdrag van Görlitz' waarin zij de nieuwe grens wederzijds erkenden en garandeerden. In 1990 sloot de BRD met Polen een grensverdrag, een voorwaarde om zich met de DDR te mogen herenigen.
Kort na de oorlog bereikte de stad een inwonertal van even boven de 100.000, ten gevolge van de opeenhoping van vluchtelingen uit Silezië. In 1988 waren het er 78.000 en sindsdien vertrok een derde van de bevolking; nu wonen er nog 56.000. In Zgorzelec heeft wel een blijvende bevolkingsgroei plaatsgevonden. Voor de oorlog telde dit stadsdeel 9.000 inwoners die op een tiental na in 1945 over de Oder verdreven werden. Daarvoor in de plaats kwamen Polen die nu een bevolking van 36.000 inwoners tellen.
De 'Altstadt' is veel gezocht als locatie voor filmopnames in een historische locatie. Alle historische bouwperioden zijn ruim vertegenwoordigd in de bouwsubstantie, niet onderbroken door nieuwbouw en na 1990 samenhangend gerestaureerd. Als enige in Saksen werd in de naziperiode de synagoge van Görlitz gespaard door de stedelijke brandweer die brandstichting verhinderde. De joodse gemeente werd niet gespaard, zij verdween door deportatie naar vernietigingskampen.

## Spoor en tram
De stad is een spoorknooppunt met spoorlijnen in diverse richtingen:
- Cottbus (Berlijn)
- Löbau (Dresden)
- Zittau (Tsjechië) (deze lijn steekt meermaals de Pools/Duitse grens over)
- Zgorzelec (Polen) met kort na de grens een opsplitsing naar Studniska en Węgliniec (Krakau)

Er is een klein tramnet met drie trajecten die vertrekken vanaf het spoorstation.

## Geboren
- Jakob Böhme (1575-1624), filosoof, mysticus en aanhanger van het pantheïsme
- Bartholomäus Scultetus (1540-1614), burgemeester, cartograaf en astronoom
- Johann Gottlob Harrer (1703-1755), componist en opvolger van Johann Sebastian Bach als Thomaskantor in Leipzig
- Alfred Ludwig Wieruszowski (1857-1945), president het Oberlandesgericht Keulen en hoogleraar, verloor in 1937 ingevolge de rassenwetten zijn ambten en werd in huisarrest geïnterneerd
- Paul Cassirer (1871-1926) kunsthandelaar en galeriehouder, onder meer in Amsterdam
- Kurt Steffelbauer (1890-1942), vakbondsleider, verzetsstrijder, ter dood veroordeeld
- Kurt Eimann (1899-1980), SS-Obersturmbannführer, in 1968 veroordeeld wegens deelname aan massamoord
- Oskar Morgenstern (1902-1977), hoogleraar economie in Wenen en sinds 1938 aan de Princeton-universiteit
- Hans Dehmelt (1922-2017), hoogleraar in Seattle (Universiteit van Washington) en Nobelprijswinnaar (1989)
- Hans-Jürgen Dörner (1951-2022), Oost-Duits voetballer
- Torsten Gütschow (1962), Oost-Duits voetballer
- Michael Ballack (1976), Duits voetballer
- Jens Jeremies (1974), Duits voetballer
- Michael Kretschmer (1975), CDU-Minister-president van Saksen

## Bezienswaardigheden
Bezienswaardig is de lutherse 'Stadtkirche' Petrus en Pauluskerk met o.a. een opvallend groen orgel, de Markt en de gebouwen met 'Lauben'galerijen eromheen, die voor een deel nog uit de renaissance stammen. Het Schönhof werd in 1526 gebouwd en is daarmee het oudste voorbeeld van een burgerhuis uit de renaissance in Duitsland. In het algemeen is de oude binnenstad nog geheel intact. Een neogotisch gebouw is de rooms-katholieke Sint-Jacobuskathedraal. Verder beschikt het stad over veel parken waarvan het overkoepelende Brückenpark het grootste is.
Eveneens bezienswaardig is het Jugendstilwarenhuis, dat in 1913 in slechts negen maanden tijd gebouwd werd naar plannen van de Potsdamse architect Carl Schmanns. Van 1929 tot 1945 was het warenhuis in het bezit van de Karstadt Groep, die het na de hereniging van oost- en west Duitsland weer terugkregen. In 2013 kwam het in het bezit van Winfried Stöcker. Na een grondige renovatie was het de bedoeling om eind 2019 weer open te gaan.
De film The Grand Budapest Hotel van regisseur Wes Anderson is grotendeels in dit gebouw opgenomen. Met name de ruime binnenhal met trappartij en een glazen plafond met jugendstil-elementen is het bekijken waard.

## Wetenswaardigheden
Vermeldenswaard is dat de 15e meridiaan oostelijk van Greenwich precies door de stad loopt.

In het nu op Pools grondgebied gelegen concentratiekamp Stalag VIII-A zat Olivier Messiaen gevangen, die hier zijn bekende Quatuor pour la fin du temps schreef.